# Bernard Journu-Auber
Pour les autres membres de la famille, voir Famille Journu.
Bernard Journu-Auber(t), comte de Tustal (né à Bordeaux le 15 mai 1745, et mort à Paris le 28 janvier 1815), est un armateur, négrier, planteur, savant, magistrat et homme politique français.

## Biographie

### Fils d'un riche armateur
Venus de Lyon, les Journu, simples marchands droguistes, s'installent à Bordeaux dans l'armement de navires au début du XVIIIe siècle.
Le père de Bernard Journu est le richissime armateur Bonaventure Journu (1717-1781),.  Grâce à ses affaires florissantes, ce dernier put s'acheter une charge anoblissante de Conseiller-secrétaire du Roi et se fera construire un hôtel particulier dans le nouveau quartier de Bordeaux, au Chapeau-Rouge, qui rassemblent les plus riches négociants de la ville. Le 18 août 1742, Bonaventure épouse Claire Marie Fonfrède, fille du grand négociant Pierre Fonfrède, et de Jeanne Boyer. De leur union naît Bernard Journu le 15 mai 1745.

### Planteur esclavagiste
Le 8 février 1775, Bernard Journu épouse en secondes noces à Bordeaux, Monique-Geneviève Auber (1757-1783), riche créole de Port-de-Paix, à Saint-Domingue. Ce mariage apporte au couple 1,4 million de livres, et une dot de 290 000 livres. Leur fille Geneviève épousera Jean-Baptiste-Jacques Legrix de La Salle.
Ce mariage permet au négociant Bernard Journu de devenir planteur et esclavagiste. En 1825, sa fille recevra 114 482 Francs d'indemnités pour ses plantations de Saint-Domingue.

### Armateur négrier

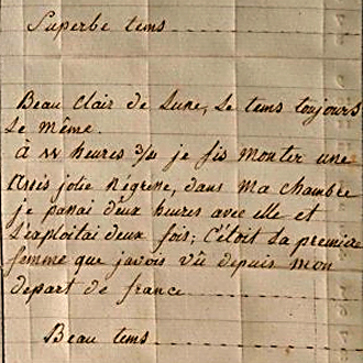
Extrait du livre de bord du navire Le Patriote, capitaine Paul-Alexandre Brizard lors de l'expédition de 1788, au profit de Journu Frères

En participant au négoce familial fondé par son père Bonaventure Journu, Bernard Journu est associé à la traite négrière par le biais de la société bordelaise Journu Frères, qui organise cinq expéditions de commerce triangulaire entre 1787 et 1792,.

### Savant et fermier
Bernard Journu mène de front les carrières d’armateur, de magistrat, de représentant, mais aussi de fermier et savant. Ainsi reçoit-il la médaille de la Société des sciences pour sa ferme modèle et pour avoir été l’auteur en 1789 d’un Mémoire sur l’infertilité des Landes et sur les moyens de les mettre en valeur. Il écrit aussi un Mémoire sur l’Amélioration des bêtes à laine dans le département de la Gironde qui est couronné par l’Académie de Bordeaux le 15 Thermidor de l’an XII (1804).

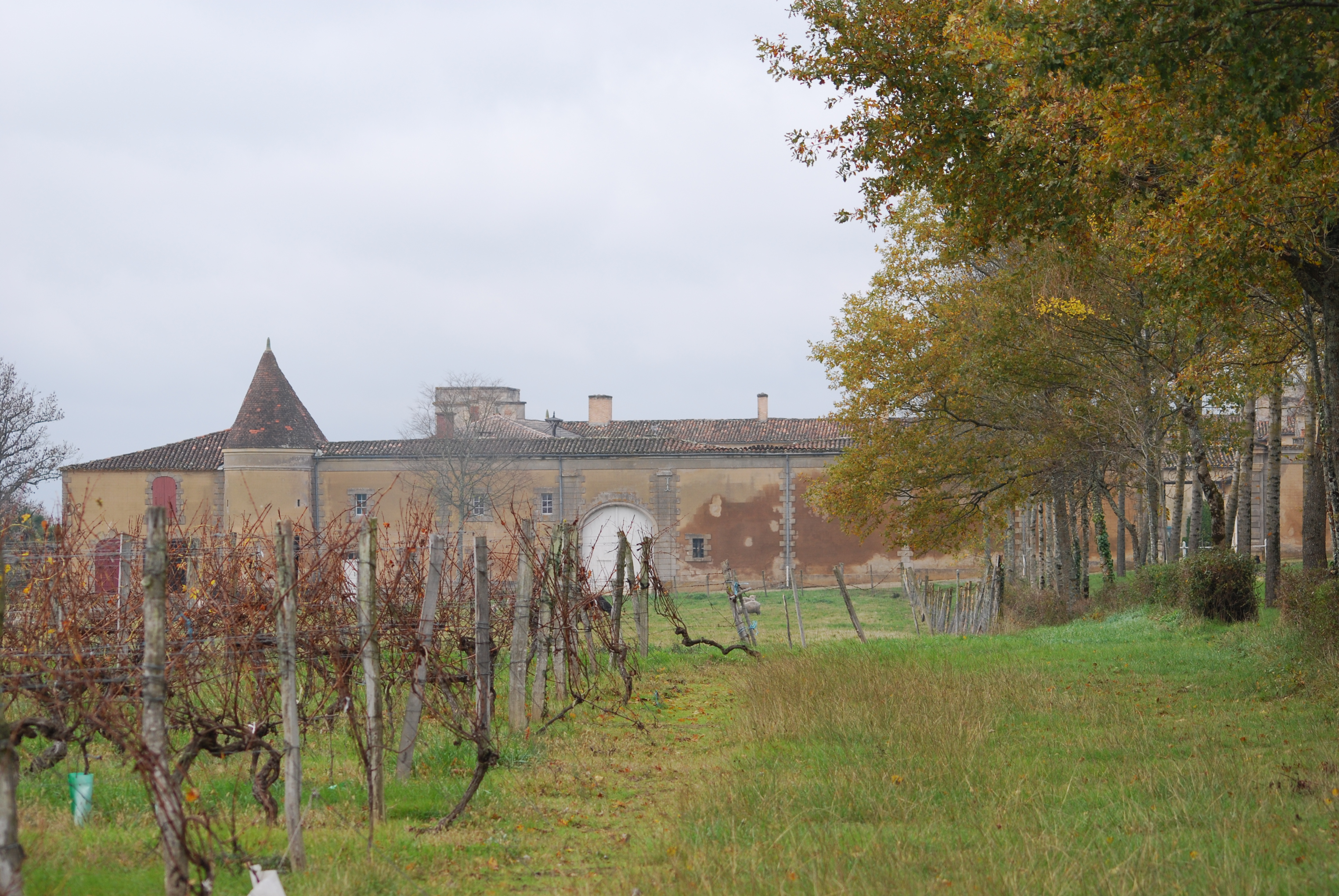
Le château de Tustal à Sadirac.

En 1791, il achète pour la somme de 250 000 livres tournois l'ex baronnie de Calamiac devenue château de Tustal à Sadirac dans l'Entre deux Mers. Une tentative d'élevage de moutons mérinos y est entreprise pour éviter aux armées françaises d'acheter la laine de ces moutons en Espagne, mais l’expérience capotera.

### Magistrat et politicien monarchiste
Il est consul de la Bourse de Bordeaux de 1778 à 1780.
En 1789, il participe à l’assemblée de la Noblesse et de la Sénéchaussée aux États généraux pour le compte de sa tante, Madame Boyer-Fonfrède, dame de la Tour Blanche, et de son frère Antoine-Auguste Journu de Saint-Magne.
Il siège à l’Assemblée législative en 1791-1792 en tant que député de Gironde (il est élu le 1er septembre 1791), dans les rangs des Feuillants (club de tendance monarchiste constitutionnelle). Membre du Club Massiac, représentant le lobby esclavagiste, il exprime à cette occasion des réserves sur la politique de la République naissante face aux colonies et à l’esclavage. Ses discours à l’assemblée montrent en effet assez bien ses préoccupations et sa défiance vis-à-vis de l’émancipation des Noirs : Bonaparte aurait d’ailleurs été sensible à ses propos. Toutefois, bien que planteur esclavagiste et armateur négrier, il est favorable en 1791, en tant que membre de la Société des amis de la Constitution, dont est issu le Club des Feuillants, à l'attribution de l'égalité des droits pour les gens de couleur libres nés de parents libres. Il est dans le même temps président du Tribunal de Commerce de Bordeaux (1792-1793). Mais, modéré et monarchiste, son engagement lui vaut d'être emprisonné quelques semaines, pendant la Terreur, au fort du Hâ à Bordeaux.
Il applaudit au coup d'État du 18 brumaire (9 novembre 1799) opéré par Bonaparte, et devient sénateur le 25 décembre 1799. Sa carrière reprend de plus belle sous le Consulat et l’Empire : il est l’un des fondateurs et censeur de la Banque de France (il est élu au deuxième siège de censeur de la Banque de France le 13 février 1800).

### Comte de l'Empire puis Pair de France
Il est aussi fait Commandeur de la Légion d'honneur le 14 juin 1804 et Comte de Tustal en 1808. Tustal vient du nom d’un conseiller du roi au XVe siècle, et dont le blason est « d’azur à un aigle de carnation posé sur un nuage et fixant à dextre un soleil d’or et à une étoile d’argent à sénestre en chef ».[réf. nécessaire]
Journu-Auber fait partie des rares financiers, négociants et manufacturiers à recevoir un titre de noblesse d’Empire en tant que « Comte sénateur ». Ce titre est en principe innommé et vient s’ajouter au nom, mais dans son cas, on associe le titre de Comte de Tustal au nom de Journu-Auber, titre qui correspond, en temps normal, à une propriété comprise dans le majorat du titulaire.
Partisan de Napoléon Ier jusque-là, il vote pourtant sa déchéance le 3 avril 1814, et siège le mercredi 6 avril 1814, au Sénat conservateur lors de la délibération sur le projet de constitution présenté par le Gouvernement Provisoire de Fouché et Talleyrand, en exécution de l’acte du Sénat du premier avril 1814 décrétant que « le Peuple français appelle librement au trône de France Louis-Stanislas-Xavier de France, frère du dernier Roi », Louis XVIII. Il est nommé Pair de France par ledit Roi le 4 juin 1814, peu de temps avant sa mort, qui surviendra le 28 janvier 1815, c’est-à-dire juste avant les Cent-Jours.

## Apports culturels

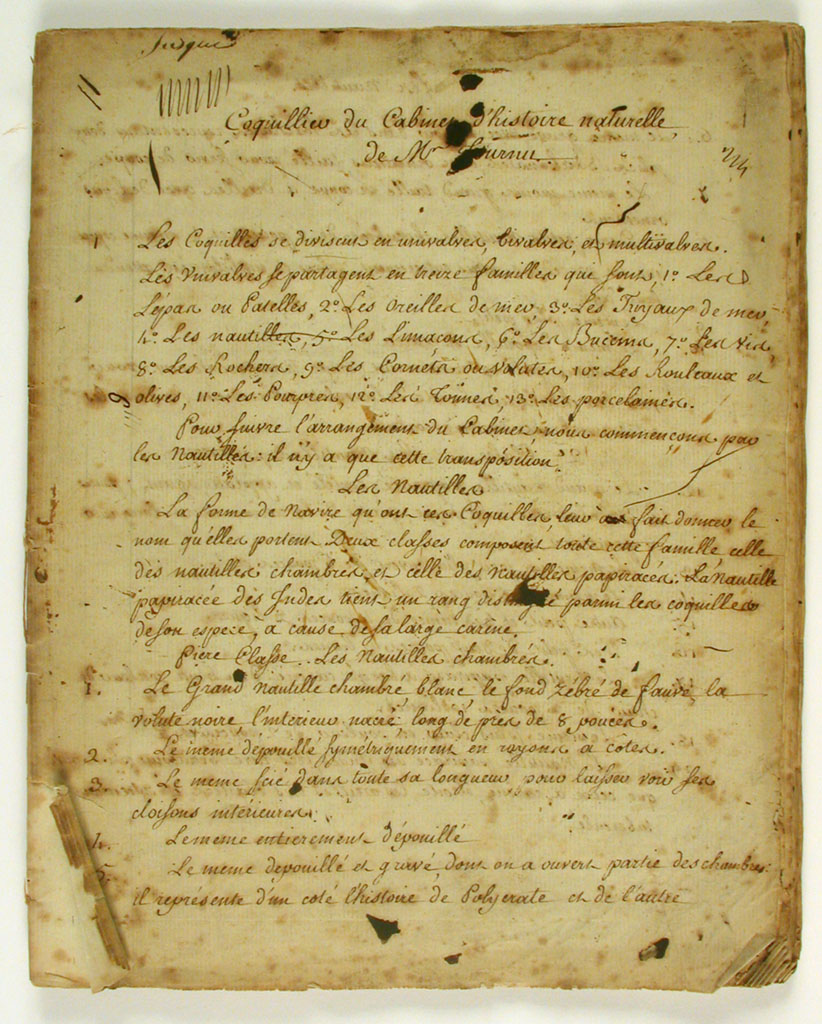
Texte fondateur du Muséum d'histoire naturelle de Bordeaux.

En tant que sénateur de Bordeaux, Bernard Journu-Auber participe à la commission d’attribution qui permet l’arrivée de 29 peintures au musée des Beaux-Arts de Bordeaux en 1803. Ce musée, l’un des quinze musées français créés par Bonaparte avec l’arrêté consulaire du 31 août 1801 qui fait suite au rapport Chaptal, est particulièrement pauvre en œuvres remarquables.
Bernard Journu parvient à faire affecter à sa ville des œuvres majeures de Titien, Bassano, Véronèse, Rubens, Guerchin, Van Dyck ou Jordaen. Il lègue aussi à la ville ses riches collections de minéraux, plantes et animaux empaillés, héritées de son père Bonaventure. Celles-ci constituent le premier fonds du Museum d’histoire naturelle de Bordeaux.

## Notoriété et critiques
Il obtient « en 1864 son nom de rue en raison de sa position notabiliaire » : cours Journu-Auber dans le quartier des Chartrons.
En 2009, l'association Mémoires & Partages, fondée par Karfa Diallo, ouvre le débat sur les rues honorant par leurs noms des négriers (armateurs ou esclavagistes) dans les cinq principaux ports négriers français : Nantes, La Rochelle, Le Havre, Bordeaux et Marseille. Le 3 novembre 2019, à l'occasion de la journée internationale pour l’abolition de l’esclavage, la mairie de Bordeaux présente les plaques explicatives pour six voies portant des noms de négriers, dont celle du cours Journu-Aubert, qui seront soit remplacées, soit détaillées pour prendre une dimension pédagogique,. La plaque du cours Journu-Auber sera toutefois la seule à ne pas être apposée, contrairement aux cinq autres.

## Titres
- Comte de Tustal et de l'Empire (lettres patentes de mai 1808, Bayonne) ;
- Pair de France[16] :
  - Pair « à vie » par l'ordonnance du 4 juin 1814.

## Distinctions
- Légion d'honneur[17] :
  - Légionnaire (9 vendémiaire an XII)
  - Commandant de la Légion d'honneur (25 prairial an XII)
- Rue à Bordeaux (cours Journu-Aubert, dénommé en 1864), sujet à controverse à cause de son implication dans la traite négrière[4],[18].

## Armoiries
| Figure | Blasonnement |
|        | Armes du comte de Tustal et de l'Empire De sinople, au bélier d'argent mérinos, marchant ; étoile d'or en chef, quartier du Sénat., - Livrées : bleu, blanc, jaune et verd dans les galons seulement.                                               |
|        | Armes du comte de Tustal, pair « à vie » De sinople, au bélier mérinos d'argent, surmonté d'une étoile d'or.,. OuD'azur à une aigle de carnation posée sur un nuage et fixant à dextre un soleil d'or, et à une étoile d'argent à senestre en chef. |

### Sources
- Hervé Ferrière, Biographie de Jean-Baptiste Bory de Saint-Vincent, Thèse d'histoire Paris-1
- Vida Azimi, Les premiers sénateurs français, consulat et premier empire, 1800-1814, Picard, 2000
- Gérard Le Bouëdec, Activités maritimes et sociétés littorales de l’Europe atlantique, 1690-1790, Armand Collin
- Paul Butel, Les négociants bordelais, l’Europe et les îles au XVIIIe siècle, Aubier-Montagne, 1974